# Наталия Дончева
Наталия Дончева е българска и френска актриса. Родена е на 31 декември 1969 г.
През 1987 г.–1989 г. учи във ВИТИЗ, гр. София (днешния НАТФИЗ).
Снима се във филмите „Време за път“ (5-сериен тв, 1987) и „Адио Рио“ (1989).
На 02.11.1989 г., 19-годишна се премества да живее в Париж, Франция, където продължава да играе в театъра, телевизията и киното.
През периода 1989 г.–1991 г. учи в консерваторията в Париж. Участва в 20 театрални и в над 50 филмови роли.
През 2010 г. идва в България, за да се снима в българския игрален филм „Стъклената река“ (2010) на реж. Станимир Трифонов.
Дъщеря е на известния български актьор Пламен Дончев и французойката Режин Виолет Маргьорит, бивш дипломат.

## Филмография
- Видението (2018) (L'apparition) - Селин
- Стъклената река (2010) – Елен
- Coursier (2010) – Ирис
- „Services sacrés“ – Бриджит (1 епизод, 2009)
  - Peinture vive (2009)
- Le siffleur (2009) – Преводачка от руски
- „Mes amis, mes amours, mes emmerdes“ – Сесил Берлиоз (4 епизода, 2009)
  - Dettes de jeu (2009)
  - Sacrés parents! (2009)
  - Comment lui dire? (2009)
  - Quand les amis s'emmêlent (2009)
- Le temps est à l'orage (2009) (TV) – Делфин
- „Diane, femme flic“ – Фабиен Валмерас (1 епизод, 2009)
  - Le dernier verre (2009)
- Un homme et son chien (2008)
- Ченгета (2008), 4 серии („Flics“) – вдовицата Паскал (в 2 серии)
  - Engrenage (2008)
- Le nouveau monde (2008) (TV) – Луси
- Mariage surprise (2007) (TV) – Карин
- „Fabien Cosma“ – Емили (1 епизод, 2007)
  - Grain de sable (2007)
- „David Nolande“ – Манон (1 епизод, 2006)
  - Peine perdue (2006)
- Mémoire de glace (2006) (TV) – Жан Ребат
- Le pressentiment (2006) – Йелена Ошич
- Un an (2006) – Виктоар
- „Docteur Dassin, généraliste“ – Мила Алкони (1 епизод, 2005)
  - L'ombre et la lumière (2005)
- „Alerte, danger immédiat“ – Ребека (6 епизода, 2004)
  - Allergie mortelle (2004)
  - Les enragés (2004)
  - La matrice (2004)
  - Le virus des glaces (2004)
  - La tour (????)
- „Sauveur Giordano“ – Фабиен Кам (1 епизод, 2004)
  - Harcèlements (2004)
- „Le juge est une femme“ Кора (2 епизода, 2000 – 2004)
  - Mort d'une fille modèle (2004) TV episode – Наташа
  - Suspectes (2000) TV episode – Кора
- For intérieur (2004) – Майка
- Une deuxième chance (2003) (TV) – Наташа
- Mauvais esprit (2003) – Бавачка
- Aurélien (2003) (TV) – Бланшет
- „Femmes de loi“ – Карол (1 епизод, 2002)
  - Une occasion en or (2002)
- Sang d'encre (2002) (TV) – Жули
- „Joséphine, ange gardien“ – Бриджит (2 episodes, 1998 – 2001)
  - La fautive (2001) TV episode – Бриджит
  - Le tableau noir (1998) – Лоан
- Mausolée pour une garce (2001) (TV) – Жан Хуве
- „Une femme d'honneur“ – Давия Дурийо (1 епизод, 2001)
  - Trafic de clandestins (2001)
- „Julie Lescaut“ – Мира (1 епизод, 2000)
  - La nuit la plus longue (2000)
- Le coeur à l'ouvrage (2000) – Бременна жена
- L'institutrice (2000) (TV) – Елизабет
- L'enfant de la honte (2000) (TV) – Клодет
- Jonas et Lila, à demain (1999) – Ирина
- La part de l'ombre (1999)
- Le voyage à Paris (1999) – Наталия
- Nos vies heureuses (1999) – Кристин
- „Commandant Nerval“ – Агнес (2 епизода, 1998)
  - Frères ennemis (1998)
  - Une femme dangereuse (1998)
- „P.J.“ – Кора (1 episode, 1998)
  - Carte bleue (1998)
- „Nestor Burma“ – Людмила (1 епизод, 1998)
  - Poupée russe (1998)
- „Maternité“ (1998)
- La vérité est un vilain défaut (1997) (TV) – Мина
- Senso (1993) (TV) – Грета
- Jeniec Europy (1989) – Сузан Лове
- Адио, Рио (1989) – Дъщерята Вера
- Бащи и синове (1990), 5 серии – Антония
- Време за път (1987), 5 серии – Антония